# Beriev Be-2500
Le Beriev Be-2500 était un projet non réalisé dans les années 1960 d'avion à effet de sol soviétique de très grande taille, volant grâce à l'effet de sol à très basse altitude et à grande vitesse.
Ce projet était développé par Robert Bartini parallèlement à l'ekranoplane, et devait servir de porte-avions volant.

## Historique
Au retour en grâce de Robert Bartini, ce dernier travaille sur un projet d'avion à effet de sol complémentaire de l'ekranoplane. Mais son projet est beaucoup plus ambitieux : l'ingénieur italien souhaite en effet développer un porte-avion volant de deux mille cinq cents tonnes (d'où le nom de code du projet), volant à 500 kilomètres à l'heure et emportant une douzaine d'avions de chasse.
Les essais effectués sur un modèle réduit en mer et en soufflerie montrent la faisabilité théorique du concept ; toutefois, la bureaucratie soviétique rend le projet infaisable, la marine et l'armée de l'air se renvoyant la responsabilité et surtout le financement de ce projet.
Dans les années 2000 et 2010, la société Beriev envisage le renouveau du projet, vantant ses nouveaux usages, notamment en concurrence avec l'An-225, mais sans s'engager ni sur un financement ni sur une date de réalisation, estimant simplement que le coût de développement d'un tel appareil pourrait être de dix à quinze milliards de dollars,,.

## Caractéristiques envisagées
| Longueur totale             | 115,5 mètres                            | 115,5 mètres                              |
| Envergure totale            | 125,51 mètres                           | 125,51 mètres                             |
| Hauteur totale              | 29,12 mètres                            | 29,12 mètres                              |
| Surface alaire              | 3 184 mètres carrés                     | 3 184 mètres carrés                       |
| Masse maximale au décollage | 2 500 tonnes                            | 2 500 tonnes                              |
| Emport maximal              | 1 000 tonnes                            | 1 000 tonnes                              |
| Distance franchissable      | 16 000 kilomètres                       | 16 000 kilomètres                         |
| Vitesse de croisière        | 450 kilomètres à l'heure (effet de sol) | 770 kilomètres à l'heure (haute altitude) |